# Dysmicoccus aurantius
Dysmicoccus aurantius är en insektsart som först beskrevs av Cockerell 1901.  Dysmicoccus aurantius ingår i släktet Dysmicoccus och familjen ullsköldlöss. Inga underarter finns listade i Catalogue of Life.